# Амос Оз
Амос Оз (івр. עמוס עוז, народжений Амос Клаузнер, 4 травня 1939 — 28 грудня 2018) — ізраїльський романіст, новеліст та есеїст, писав івритом. Учасник арабо-ізраїльських воєн 1967, 1973, пізніше діяч антивоєнного руху за примирення між двома народами. Професор університету Бен-Ґуріона в Беєр-Шеві. Лауреат численних міжнародних літературних премій, номінант на Нобелівську премію 2009 року.

## Біографія
Мати письменника народилася в Рівному, дід тримав у місті млин. Батько — Клаузнер Ієгуда Ар'є, народився в Одесі.
У віці п'ятнадцяти років Амос Оз переселився до кібуц Хульда. Служив у бригаді «Нахаль», брав участь у сутичках на сирійському кордоні. 1961 року, після закінчення військової служби, повернувся в кібуц і працював сільськогосподарським робітником. Перші короткі розповіді опублікував у двадцять років. Спершу  публікувався в основному в журналі «Кешет». Уже перший авторський збірник, «Землі шакала» (1965), викликав значний інтерес.
Вивчав філософію і літературу в Єврейському університеті (закінчив перший ступінь в 1964 році) і в Оксфордському університеті (1969-1970). Протягом 25 років викладав у школі кібуца і писав прозу. 1986 року покинув кібуц, перебрався в місто Арад і викладав в університеті імені Бен-Гуріона в Беєр-Шеві. Останні роки жив у Тель-Авіві.
Брав участь у Шестиденній війні у складі танкових військ на Синайському півострові й у війні Судного дня на Голанських висотах. З часу Шестиденної війни 1967 року Оз опублікував безліч статей та есеїв про арабо-ізраїльський конфлікт.
Амос Оз викладав в Оксфордському університеті, Єврейському університеті в Єрусалимі та в Коледжі Колорадо.
Роман Оза «Мій Міхаель» (1968) включений Міжнародною асоціацією видавців до списку ста найкращих романів XX століття. 1997 року президент Франції Жак Ширак нагородив Оза орденом Почесного легіону. З 1991 року — дійсний член Академії мови іврит. Лауреат Премії імені Бялика (1986), Премії Ізраїлю з літератури (1998), Премії Ґете (2005), премії Кафки (2013). Почесний доктор Антверпенського університету (2008). 2009 року Оз вважався основним претендентом на Нобелівську премію з літератури, але через війну її отримала німецька письменниця Герта Мюллер.
28 грудня 2018 року Амос Оз помер після тривалої боротьби з раком.

## Творчість
Написав сучасні психологічні та історичні романи:
- «Повість про любов і пітьму»
- «Чорний ящик»
- «Юда»
- «Мій Міхаель»
- «До самої смерті»
- «Можливо, десь іще»
- «Гора злої ради»

Твори для дітей «Сумхі».
Книжки А. Оза перекладено більше ніж 40 мовами світу.

## Переклади українською
- Амос Оз. До самої смерті / пер. з івриту Віктор Радуцький та Анатолій Григорук // Всесвіт. — 1991. — № 3. — С. 76–98.
- Амос Оз. Пізнати жінку: роман. Переклад Н.Т. Чорпіти; худож.-оформлювач Д.О. Самойленко. — Харків : Фоліо, 2012. — 349 с. — (Карта світу). — ISBN - 978-966-3-5083-0 (Карта світу). ISBN - 978-966-6078-5.
- Амос Оз. Повість про любов і темряву. Переклад: Віктор Радуцький та Оксана Пендерецька; художнє оформлення: Анна Стьопіна. — Видавництво 21. —  2024.—  672 с. — ISBN: 978-617-614-404-5.